# Kappa Velorum

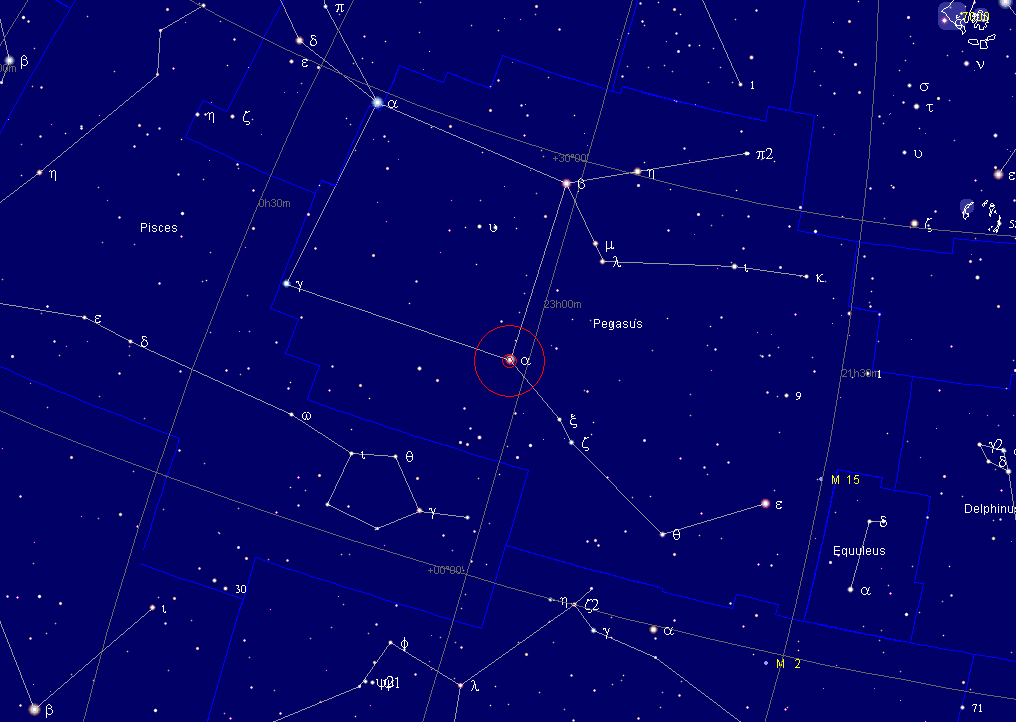
Mapa estelar en el que se indica (punto rojo) la ubicación de la estrella Alpha Pegasi.

Kappa Velorum (κ Vel / HD 81188 / HR 3734) es una estrella de la constelación Vela, la vela del navío Argo, la cuarta más brillante de la misma con magnitud aparente +2.47. También recibe el nombre tradicional de Markeb o Markab, más utilizado para designar a la estrella α Pegasi. Es la estrella menos brillante de la Falsa Cruz, asterismo que forma junto a δ Velorum, Avior (ε Carinae) y Aspidiske (ι Carinae).

## Características
Kappa Velorum es una estrella blanco-azulada —todavía en la secuencia principal o subgigante— de tipo espectral B2IV-V que se halla a unos 540 años luz del sistema solar. Su luminosidad es equivalente a la de 18 400 soles, una vez considerada la gran cantidad de energía emitida en el ultravioleta, ya que es una estrella muy caliente cuya temperatura es del orden de 22 300 K. Tiene un radio 9.1 veces más grande que el del Sol y gira sobre sí misma con una velocidad de rotación de al menos 52 km/s, lo que implica un período de rotación inferior a 8.7 días. Su masa se estima entre 10 y 11 masas solares. Al ser tan masiva, con una edad estimada de 16 a 20 millones de años, está entrando ya en la fase final de su vida.
Kappa Velorum es una binaria espectroscópica, cuya compañera completa una órbita alrededor de ella cada 116.65 días. La distancia media entre ambas es de al menos 0.5 au. Es, además, una fuente emisora de rayos X, desconociéndose si la radiación proviene de la estrella visible o de su acompañante.
Como curiosidad cabe señalar que, a sólo dos grados del polo sur celeste de Marte, puede ser considerada como la estrella polar del sur de este planeta.